# Helge Bäckander
Helge Gustaf Samuel Bäckander (Jönköping, 1891. október 13. – Helsingborg, 1958. november 11.) olimpiai bajnok svéd tornász.
Az 1920. évi nyári olimpiai játékokon indult tornában és a svéd rendszerű csapat összetettben aranyérmes lett.
Klubcsapata a Lidköpings GSS volt.